# NTTル・パルク杯天河戦
NTTル・パルク杯天河戦（エヌ・ティ・ティ・ル・パルクはい てんがせん）は、日本女子プロ将棋協会（LPSA）が主催し、NTTル・パルクが協賛する将棋の女流棋戦（LPSA公認棋戦）。LPSA所属女流棋士および女子アマ王位などが参加している。例年2月から挑戦手合制の三番勝負が行われ、その勝者には天河の称号が与えられる。2008年創設。

## 概要
LPSAの大型棋戦としては「日レスインビテーションカップ」（2007年開始）に次いで2つ目の創設である。2008年5月に開催が発表され、同年12月9日に第1期の予選が開始した。優勝賞金は50万円、準優勝賞金は15万円。
棋戦名の天河は「あまのがわ」の意味であり、また「天河石」が古くから「行動の石」「希望の石」とされることから名付けられた。
なお第4期（2012年）を最後に棋戦が行われておらず、主催者からの公式アナウンスこそ出されていないが現在は事実上休止状態である。

## 方式
本戦トーナメント、三番勝負により天河を決定する。第2期までは予選ブロックリーグを行い本戦出場者を決定した。対局は主にLPSA対局場で行われる。
本戦トーナメント
天河を除く全参加者によるトーナメントで天河への挑戦者を決定する。第1期は予選通過者8名、第2期は同じく7名が出場した。本戦の対局は、第1期・第2期は予選開始年の翌年1月と2月に、第3期は2010年9月から翌年2月にかけて、第4期は2011年11月から翌年2月にかけて行われた。
持ち時間は対局時計使用で、1回戦・2回戦が各40分、準決勝が各1時間、挑戦者決定戦が各2時間（すべて切れたら1手60秒未満）。
三番勝負
天河と挑戦者が三番勝負を戦い、勝者が新たな天河となる。第1期では本戦決勝が三番勝負で行われ、その勝者が初代天河となった。第1期の第1局は京王プラザホテルで、第2期の第2局は鎌倉古陶美術館で行われた。
持ち時間は各3時間（対局時計使用）で、切れたら1手60秒未満。1日制。

## 歴代三番勝負
開催年は三番勝負が行われた年。三番勝負は棋戦開始から年をまたいだ翌年2月から行われるため、棋戦開催年度に1を加えた年となる。○●は天河（第1期は勝者）から見た勝敗。網掛けの対局者が勝者。
| 期 | 開催年 | 決勝進出者 | 勝敗 | 決勝進出者 |
| -- | ------ | ---------- | ---- | ---------- |
| 1  | 2009年 | 中井広恵   | ○○   | 成田弥穂   |
| 期 | 開催年 | 天河       | 勝敗 | 挑戦者     |
| 2  | 2010年 | 中井広恵   | ●●   | 石橋幸緒   |
| 3  | 2011年 | 石橋幸緒   | ○●●  | 中井広恵   |
| 4  | 2012年 | 中井広恵   | ○○   | 石橋幸緒   |

## 予選ブロックリーグ（第1期・第2期）
第1期と第2期では、参加者を複数のブロックに分けた2勝通過2敗失格方式による予選ブロックリーグを行い本戦出場者を決定した。
第1期の予選では女流棋士15名と女子アマ王位1名の計16名を4名ずつ4つのブロックに分け、本戦に出場する8名を決定した。予選は2008年12月と翌年1月に行われた。
第2期では天河を除く女流棋士12名とツアー女子プロ1名、女子アマ王位1名の計14名を4名のブロック2つと6名のブロック1つに振り分け、本戦出場者7名を決定した。予選は2009年12月に行われた。
持ち時間は各40分（対局時計使用）で、切れたら1手60秒未満。